# Leprous
Leprous is een Noorse progressieve-metalband opgericht in 2001.

## Biografie
Leprous werd in 2001 gevormd in Notodden, Noorwegen. Ze behaalden al een aantal keer de finale van Noorse rockwedstrijden. In 2006 brachten ze vervolgens hun eerste full-album Aeolia uit. Noorse media bespraken dit album bijzonder positief waarna de band hun tweede album Tall Poppy Syndrom opnam, waarmee ze een label zochten.
Het album werd vervolgens in 2009 uitgebracht door Sensory Records. Ze speelden dat jaar vooral optredens in Scandinavië. In de herfst van 2010 volgde er vervolgens een Europese tour met Therion. In 2012 spelen ze op Graspop Metal Meeting.
Naast Leprous zijn de muzikanten ook actief als band van Ihsahn, frontman van Emperor.

## Leden
- Einar Solberg - zang/toetsen
- Tor Oddmund Suhrke - gitaar/zang
- Robin Ognedal - gitaar/zang

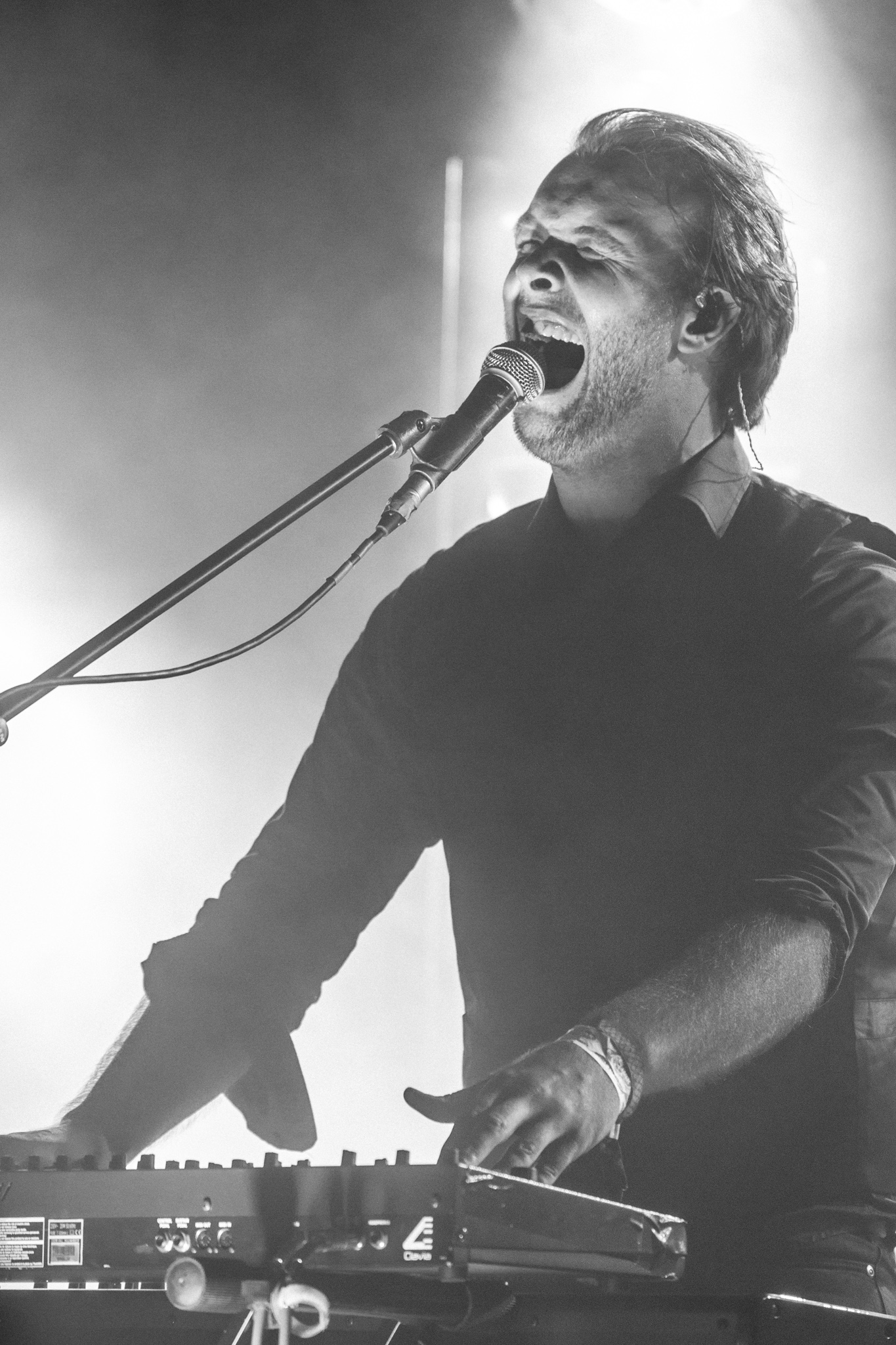
Einar Solberg met Leprous in 2014.

- Simen Daniel Lindstad Børven - basgitaar/zang
- Baard Kolstad - drums

Voormalige leden
- Esben Meyer Kristensen - gitaar
- Kenneth Solberg - gitaar
- Øystein Landsverk - gitaar/zang
- Halvor Strand - basgitaar
- Stian Lonar - basgitaar
- Truls Vennman - drums
- Tor Stian Borhaug - drums
- Tobias Ørnes Andersen - drums

## Discografie
- Silent Waters (2004) (demo)
- Aeolia (2006) (demo)
- Tall Poppy Syndrome (2009)
- Bilateral (2011)
- Coal (2013)[1]
- The Congregation (2015)
- Live at Rockefeller Music Hall (2016) (livealbum)
- Malina (2017)
- Pitfalls (2019)
- Aphelion (2021)
- Melodies of Atonement (2024)

### Dvd's
| Muziek-dvd met eventuele hitnotering(en) in de Nederlandse Muziek Dvd Top 30 | Datum van verschijnen | Datum van binnenkomst | Hoogste positie | Aantal weken | Opmerkingen |
| ---------------------------------------------------------------------------- | --------------------- | --------------------- | --------------- | ------------ | ----------- |
| Live at rockefeller music hall                                               | 2016                  | 03-12-2016            | 22              | 1            |             |